# La contessina Chimera
La contessina Chimera è un film muto italiano del 1920 diretto da Paolo Trinchera.